# Tropomodulina
La tropomodulina (TMOD) è una proteina che lega e incapsula l'estremità "meno" dell'actina (l'estremità "appuntita"), regolando la lunghezza dei filamenti di actina nelle cellule muscolari e non muscolari.
La proteina funziona bloccando fisicamente la dissociazione spontanea dei monomeri di actina legati all'ADP dall'estremità - della fibra di actina. Essa, insieme a più proteine di "incappucciamento", come capZ, stabilizza la struttura del filamento di actina. L'end-capping è particolarmente importante quando sono necessari filamenti di actina ad emivita lunga, ad esempio nelle miofibrille . L'inibizione dell'attività di capping della tropomodulina porta a un grave aumento della lunghezza del filamento sottile dalla sua estremità appuntita.
È codificata dai geni TMOD1, TMOD2, TMOD3 e TMOD4.